# Шадрінська сільська рада (Калманський район)
Ша́дрінська сільська рада (рос. Шадринский сельский совет) — сільське поселення у складі Калманського району Алтайського краю Росії.
Адміністративний центр та єдиний населений пункт — село Шадріно.

## Населення
Населення — 660 осіб (2019; 690 в 2010, 600 у 2002).